# Jorge Alejandro Vergara Lévano
Jorge Alejandro Vergara y Lévano (Ica; 27 de octubre de 1923 - Lima; 20 de diciembre de 1984), fue Magistrado de la Corte Superior de Justicia de Piura y Tumbes; y alcalde de la Provincia de Contralmirante Villar, Tumbes, de 1964 a 1966.

## Biografía
Fue hijo legítimo de don José Natividad Vergara y Uceda y de doña Marcelina Lévano y Vizarreta; asimismo, hermano del General de División EP Rufino Vergara y Lévano, Jefe del Estado Mayor Conjunto de las Fuerzas Armadas del Perú  (1972), Vencedor de la Campaña Militar de 1941, Caballero Oficial de la Orden Militar de Ayacucho y Miembro de la Benemérita Sociedad Fundadores de la Independencia, Vencedores el Dos de mayo de 1866 y Defensores Calificados de la Patria; y del General de Brigada EP Félix Vergara y Lévano, Jefe Militar de la Fortaleza del Real Felipe.
Estudió en la Facultad de Derecho de la Universidad Nacional Mayor de San Marcos, recibiéndose de abogado; incorporándose luego al Ilustre Colegio de Abogados de Lima. Ingresó a la carrera de la magistratura, como Juez en Lima; tiempo después sería ascendido y enviado al Departamento de Tumbes.

## Labor política
Participó en las elecciones para la Alcaldía de la Provincia de Contralmirante Villar, Tumbes, bajo la coalición de los partidos políticos del APRA y la Unión Nacional Odriísta, del general Manuel Odría, presidente del Perú entre 1948 y 1956, logrando ser elegido como alcalde de 1964 a 1966.
Durante el periodo que sirvió como alcalde se inauguró el puente de Bocapán, que sufrió gran deterioro por acción del fenómeno de El Niño del año 1998, actualmente reconstruido por ser la única ruta de acceso al Departamento de Tumbes.
Asimismo, mandó a construir el antiguo malecón en Zorritos y la plazuela de Villar. En 1965, con el apoyo del Ministerio de Educación, edificó el Colegio Nacional Mixto "Contralmirante Villar", en terrenos que fueron cedidos por la Empresa Petrolera Fiscal de Zorritos (EPF).

## Descendencia
Se casó en el distrito de Miraflores, provincia de Lima, el 30 de agosto de 1950 con Justa Nelly Mercedes Robles Estremadoyro, hija de Da. Zoila Mercedes Estremadoyro Rodríguez y de Carlos Antolín Robles Jiménez, Senador Suplente y Magistrado de la Corte Superior de Justicia de Ancash; y nieta del Antolín Robles Lugo, Magistrado de la Corte Suprema de Justicia de la República del Perú, Diputado por Huaraz en 1883, 1886-1889, 1889-1891 y 1892-1894, secretario de la Cámara de Diputados en 1889 y alcalde de Huaraz en 1877. 
Fueron padres de cuatro hijos.